# Patton Village, Texas
Patton Village là một thành phố thuộc quận Montgomery, tiểu bang Texas, Hoa Kỳ. Năm 2010, dân số của xã này là 1557 người.

## Dân số
- Dân số năm 2000: 1391 người.
- Dân số năm 2010: 1557 người.